# Villa Hidalgo, Tuzantán
Villa Hidalgo är en ort i Mexiko.   Den ligger i kommunen Tuzantán och delstaten Chiapas, i den sydöstra delen av landet, 900 km sydost om huvudstaden Mexico City. Villa Hidalgo ligger 121 meter över havet och antalet invånare är 1 089.
Terrängen runt Villa Hidalgo är varierad. Runt Villa Hidalgo är det ganska tätbefolkat, med 207 invånare per kvadratkilometer. Närmaste större samhälle är Huixtla, 10,4 km väster om Villa Hidalgo. I omgivningarna runt Villa Hidalgo växer i huvudsak städsegrön lövskog.